# Zhuchengceratops
Zhuchengceratops là một chi khủng long, được Xu X. Wang K. Zhao X. C. Sullivan & Chen S. mô tả khoa học năm 2010.